# しまだしゃちょー
しまだしゃちょー（本名：島田浩平 しまだこうへい、1981年10月21日 - ）は、日本の実業家、社会貢献家タレント、勝手に群馬応援大使「ぐんマニア」。株式会社K.SS代表取締役社長。キャッチコピーは「病で二度死にかけた120才まで生きる中卒しゃちょー」。2010年に太陽光発電システムの販売などを手掛ける「ケイセーシステム」を起業し、現在サプリメントの販売等を行い、手広く会社経営をする。群馬県伊勢崎市生まれ。

## 経歴
群馬県伊勢崎市生まれ。伊勢崎市立広瀬小学校、伊勢崎市立第二中学校を卒業。
父親は旅行会社の社長、3人姉弟の長男（2つ違いの妹と弟）の家庭に育つ。仕事柄、旅行のツアーに空席が出ると全国各地に行く家庭だった。年に20回は父が添乗員を担当する日本国内旅行を経験。父の仕事を盛り上げたいため男芸者に徹した。得意な歌は石川さゆりの津軽海峡冬景色で十八番とする。
幼稚園の頃から眠れない体質だった。中学1年になると悪化。朝起きると学校に行けない病気に陥り不登校となる。入学時の成績は優秀だったものの体調が悪化して高校進学を断念。不登校が原因で中学3年生で道をそれ、更生するため親戚のいる大阪府寝屋川市に移住。アルバイト生活に明け暮れ、社会の厳しさを知った。
1999年（平成11年）18歳で慢性骨髄性白血病を発病。
2001年（平成13年）20歳で実弟から骨髄採取、骨髄移植をして、術後4ヶ月半の入院、2年間の闘病生活を送る。
2006年（平成18年）25歳で起業（太陽光・オール電化・ リフォーム業）。
2009年（平成21年）28歳で法⼈化、 建設業、不動産業事業拡⼤。
2010年（平成22年）29歳で病気が再発。認可降りたばかりの新薬にて治療。
その後、 ⼦会社を設⽴。数年後、価格.comで全国550社中4位（太陽光部⾨）になったメインの会社を売却。
2020年（令和2年）10月5日、貯金6,000万円を使って、自身の冠番組『しまだしゃちょー浩平のまんぐ～どうでしょう？』放送を開始。12ヶ月にわたり、群馬生まれ群馬育ち、誰よりも群馬愛に溢れる“しまだしゃちょー”を番組MCに迎え、群馬の様々な魅力を発信して群馬を盛り上げていく。群馬が誇る人気有名人、経営者がゲストとして次々と出演した。30分番組（毎週月曜21：30-22：00）。同年、自身のYouTubeチャンネル『しまだしゃちょーchannel』を設立。
2022年（令和4年）10月21日、インフルエンサータレント・明日花キララをイメージキャラクターとしたサプリメント「NMN kirara」』を発売。
現在は様々な会社を経営してタレント活動中。2回死にかけているが、その経験を多くの人に伝承しようと健康タレントとして120才まで生きる。その姿で夢と希望を与える。

## 人物
- 父の口癖は「弱いもんをいじめるな、戦うなら強いものと戦え」。今のしまだしゃちょーの人生観の中枢を担う[2]。
- 群馬愛が強い。『勝手に応援大使・ぐんマニア』を名乗り、「全国の人は必ず死ぬ前に1度は群馬に行ってから死ぬ時代」を目指す。しまだしゃちょーしか知らない群馬の魅力を県外へどんどん広めていく[2]。
- 日本のアニメ愛が強い。特に「HUNTER×HUNTER」「ワールドトリガー」「ONE PIECE」フリーク[2]。
- 趣味はキックボクシング。小さい頃から格闘技が大好き[2]。
- 恋愛観を聞かれて「ヒロミさん、松本伊代さんの夫婦がボクの憧れです。互いに生まれ変わってもまた結婚したいと言える仲って素敵です」とインタビューで答えている[2]。
- メディアに出ると「2度死にかけても120年生きる健康タレント」と話している。「病と戦う子供たちに見せたい、こんな僕でもできるよ、苦しむところを笑ってくれればいい」「子供達、ハンデがあっても社会で頑張ってる方達に夢と希望を与えれる存在になるのが夢」「正しいものを正しいと言える世の中、努力したものが報われる社会にしたい」と熱弁する[2]。
- 過去に2億円以上の詐欺被害に遭っている。理由は、お人好し。1億円の投資詐欺、知人に4,000万円を持ち逃げされた[2]。
- 週刊文春で詐欺事件の被害にあったことを告白。某有名タレントとマネージメント契約していた芸能事務所社長から『24時間テレビ』は150万円、『アウト×デラックス』は130万円、『しゃべくり007』は150万円を払えば優先的に出演させると誘いを受けた。その後も「サプリメントのテレビショッピングの枠を本来は1250万円だが250万円で買える」と言われるなど金銭要求が続いた。計800万円近いお金を支払ったものの、業務提携していた芸能事務社長は女性を交えた大人数の飲み会などでの接待を要求し、代金のほとんどをしまだしゃちょーが負担した。結局、最終的に警察へ被害届を提出。知人を仲介してフジテレビスタッフに金額のことを聞いたが、お金を受け取った事実はないと聞く。『アウト×デラックス』だけは代金を払うことなく出演できた唯一の番組だった[1]。

## 闘病時代のエピソード
- 入院当日にヒックマン・カテーテルという管を心臓のすぐ近くまで入れる手術。骨髄移植の為に無菌室に入り、絶食生活。口にできるのは不味い精製水のみ。無菌室の毎日は地獄だったとインタビューで答える。抗がん剤・放射線照射で仮死状態、どんなに辛くても１日60～100錠の薬を飲み続け何リットル出ているか？尿管理もすべてして薬漬けの毎日を送った。五体満足で当たり前の日常で暮らせることが幸せだと感じた[2]。
- 退院後は生禁食という生活が2年間続いた。その時にGVHD（移植片対宿主病）という状態になったり、強いステロイド剤だったり免疫抑制剤が必要になり服用。身体は大人でも細胞レベルが0歳になる為、肌から赤ちゃんの匂いがした。苦しい闘病生活が続いた[2]。
- 浜崎あゆみ「Dearest」に救われた。特に「Ah– いつか 永遠の眠りにつく日までどうか その笑顔が絶え間なくある様に.  Ah– 出会った あの頃は全てが不器用で遠まわりしたけど辿りついたんだね」の歌詞が沁みた。病院でまさに永遠の眠りにつきそうなとき聞くと辿りつく勇気をもらったという[2]。
- オリジナルソングを世に出したい夢がある。「YOU REAL BECOUSE」というタイトルで、病気で苦しだときの思いを曲と歌詞にこめた。“あたりまえの日常”と“ありまえじゃない日常”の狭間にある大切なもの。ゆくゆくはチャリティーソングにして著名人に歌ってほしい。しまだしゃちょーのように苦しんでいる子供たちを金銭的にも助けたい思いから来ている[2]。

## ビジネス論
- 成功の法則は3つある。①「成功したいなら理不尽なことをするな！コミュニケーション能力をあげろ」、②「【すみません】とちゃんと謝れない人間はダメ。ミスして『失礼しました』報・連・相・確ができず（どーなってるの？）と聞かれて、まだやってませんと答える人も仕事ができない典型的です。この場合、すみません、いつまでにやりますと明確に答えて次回は確認されないようにすることが正解」、③「自分の “できること” と “やりたいこと” は違う」[2]
- 人生の転機は2つ。2018年11月3日、さいたまスーパーアリーナで開催された「K-1 WORLD GP 2018 JAPAN～第3代スーパー・ライト級王座決定トーナメント～」だった。当時スポンサーをしていた後輩選手の試合を付き合いで見に行った。試合が始まると1万人を前に死闘を繰り返す姿に胸を打たれ「あ～、現状維持は退化だな」と自分の中で降って来た[2]。
- 水泳選手の池江璃花子がしまだしゃちょーと同じ18歳で白血病を発症、その後の頑張りを見て「悔しい。自分でも出来ることがないかな」と痛感した[2]。
- 美容男子に必要なものは？と聞かれ「自分に合うスキンケア、鏡を見て意識を高く持つこと、ふかんで見ることが大切。素直に女子の意見を聞く」とインタビューで言及[2]。

## 交友関係
- トモハッピー - 『BreakingDown 6』オーディションがキッカケ[2]
- TAK-Z（レゲエシンガー）[2]
- 武居由樹（プロボクサー）[2]
- 上原亜衣（インフルエンサー）[2]
- 明日花キララ（インフルエンサー）[2]
- おかもとまり（クリエイター）[2]
- ドロンズ石本（お笑いタレント）[2]
- 児玉遥（女優）[2]

## 出演

### テレビ
- 『アウトデラックス』（フジテレビ）[6]
- 『しまだしゃちょー浩平のまんぐ〜どうでしょう？』（群馬テレビ）　※ MC・レギュラー[7]

### インターネット放送
- 『令和の虎』（YouTube番組）
- 『Peter Aerts Channel / アーツチャンネル』（YouTube番組）

### 雑誌
- 『週刊文春』（新潮社）[1]